# Lijst van personen overleden in november 2017
Dit is een lijst van bekende personen die zijn overleden in november 2017.

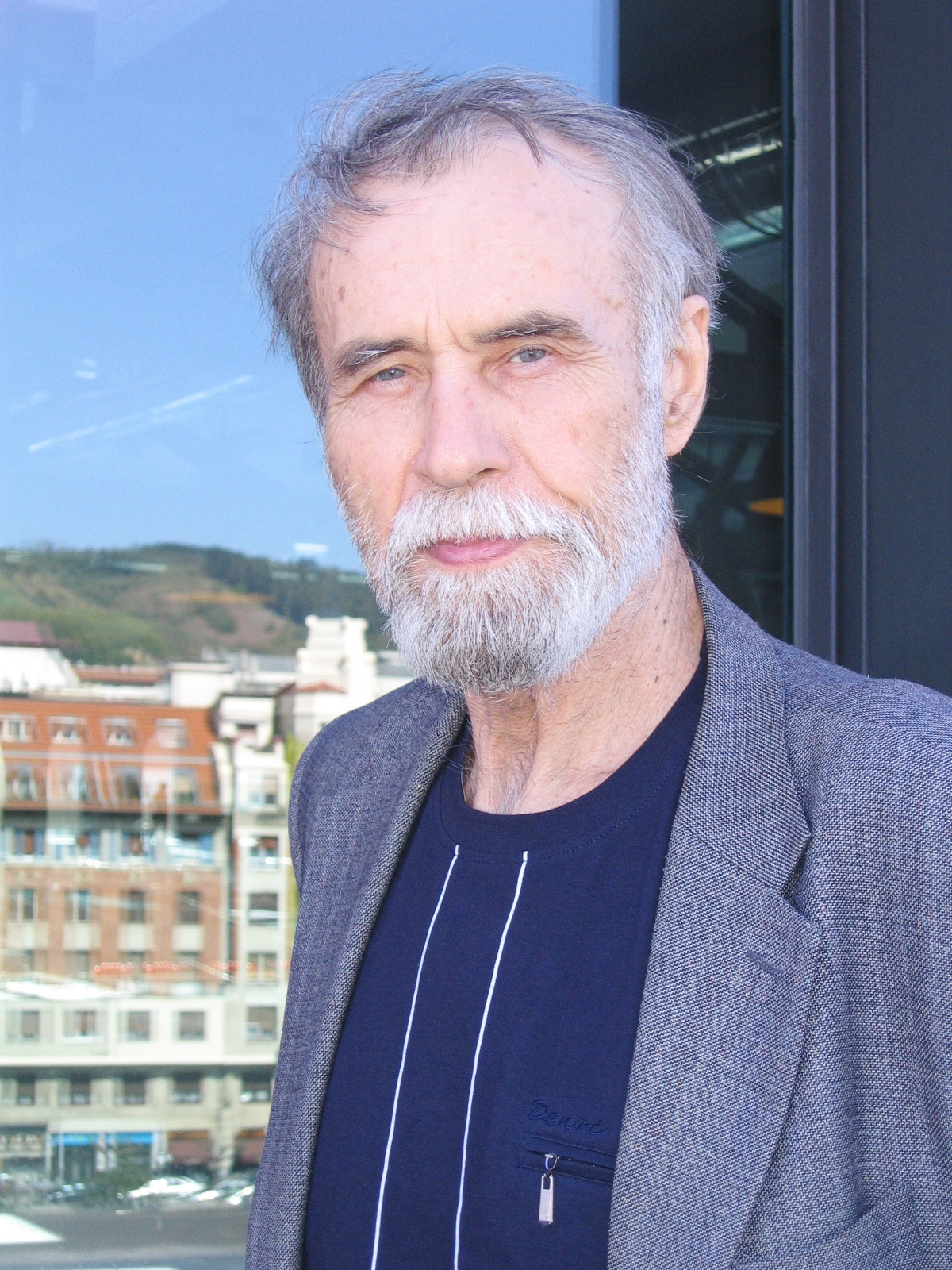
Vladimir Makanin
1 november

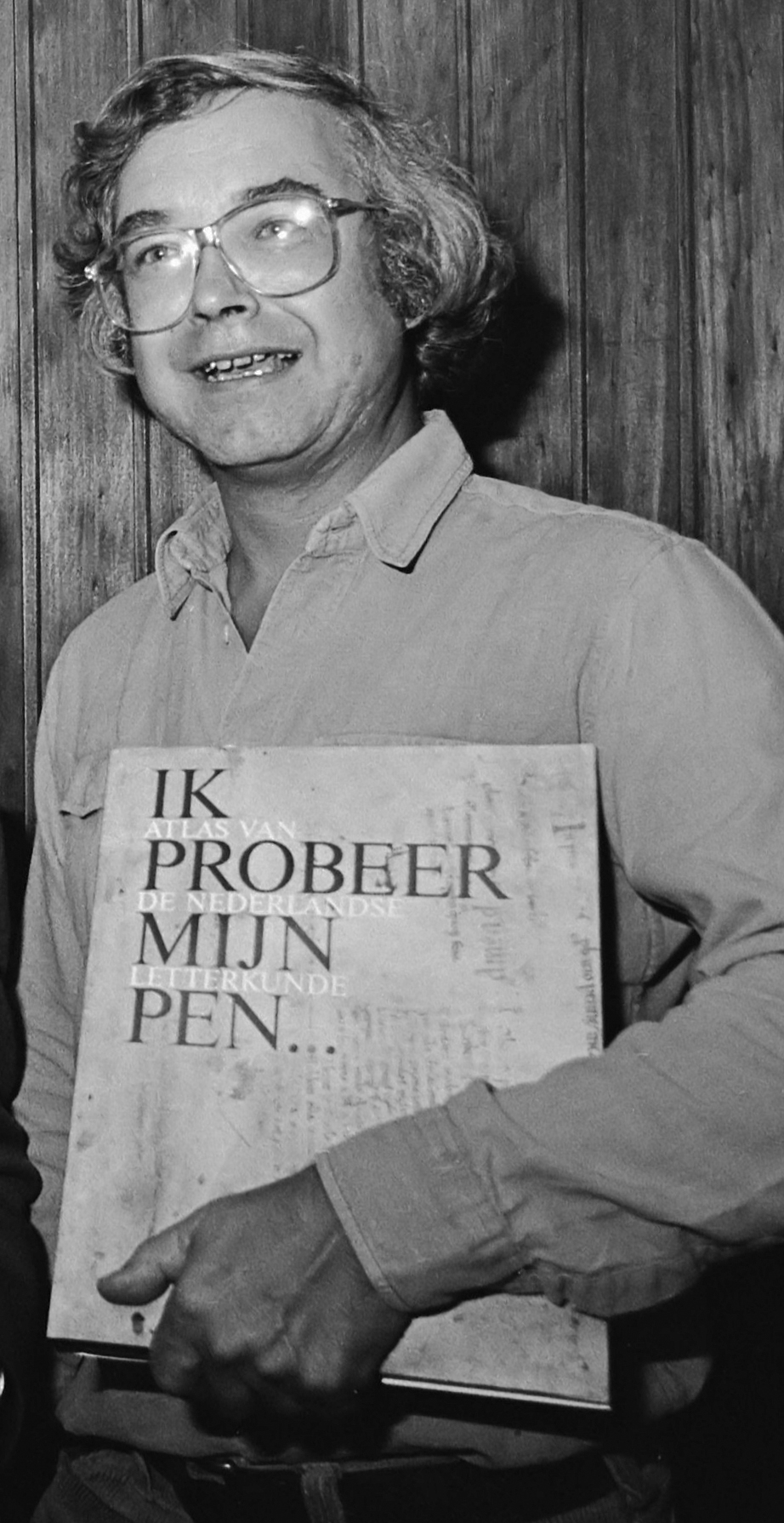
Kees Nieuwenhuijzen
5 november

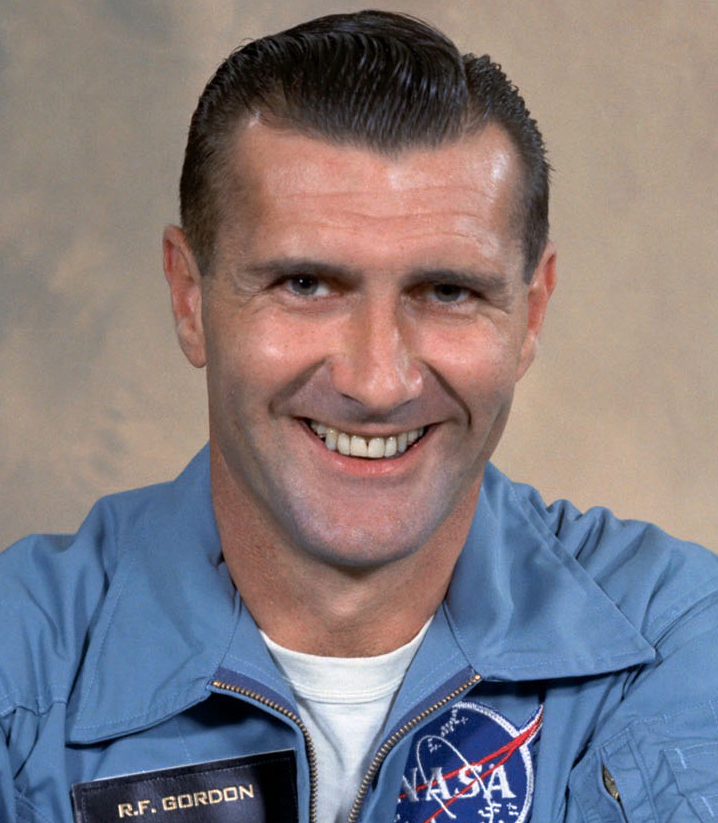
Richard Gordon
6 november

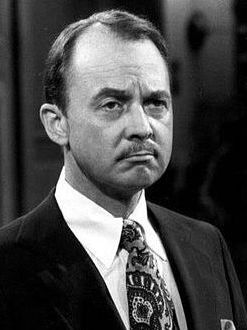
John Hillerman
9 november

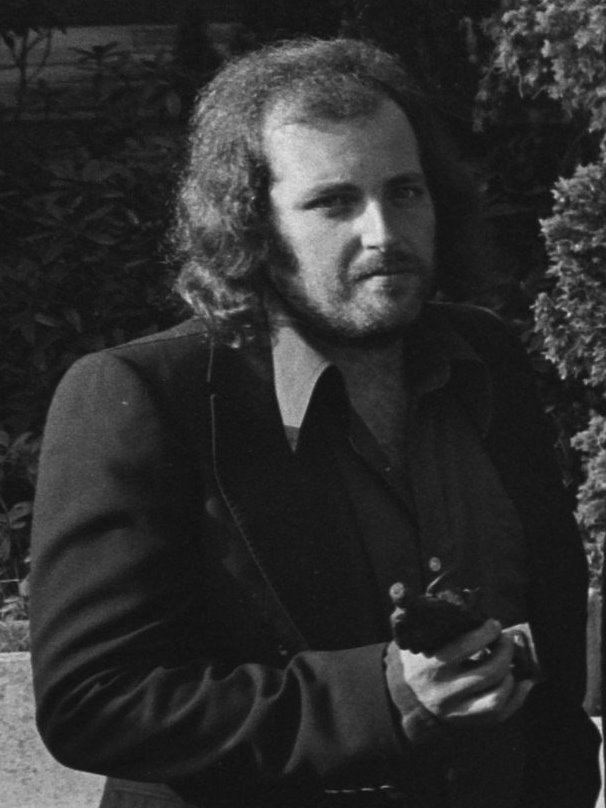
Hans Vermeulen
9 november

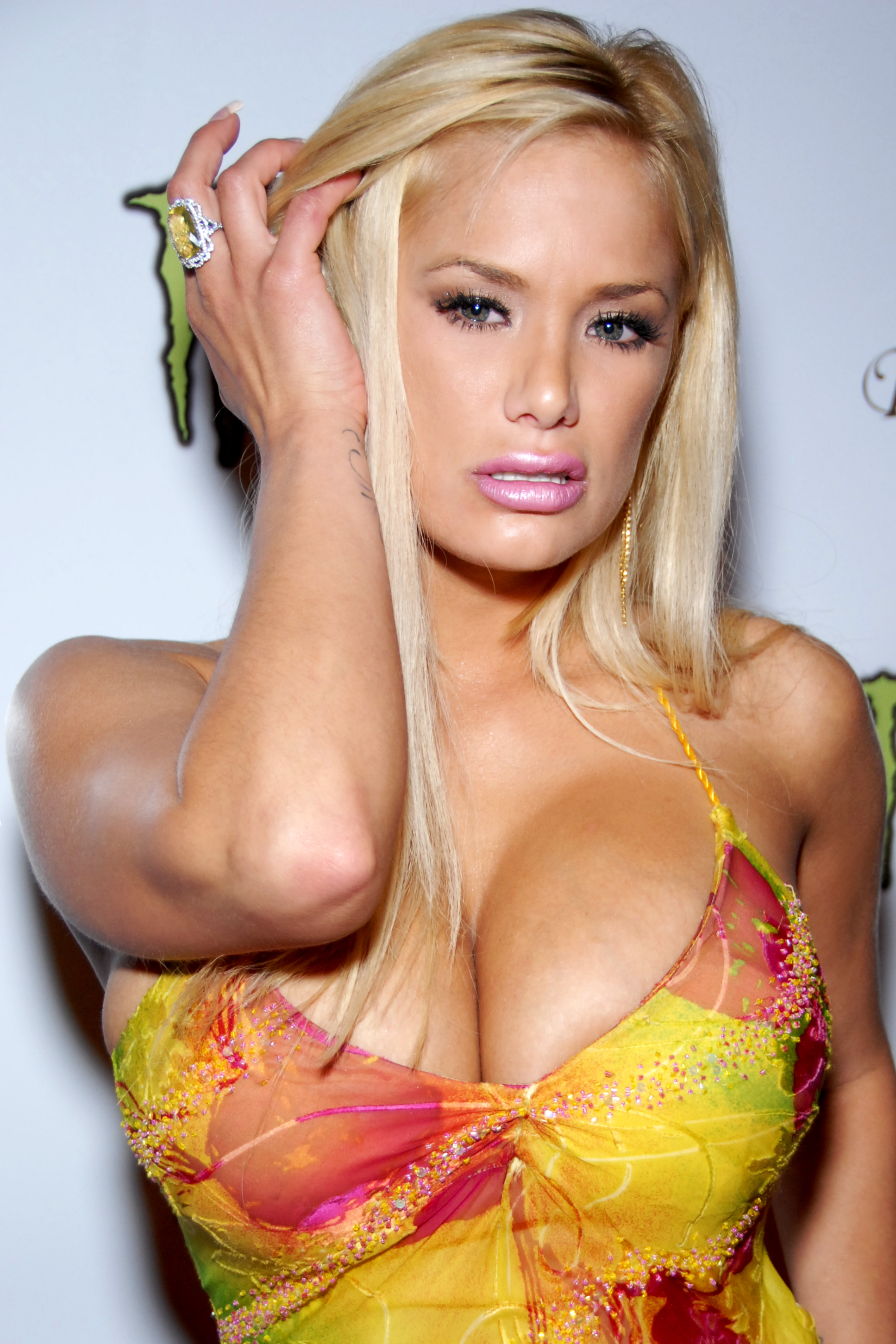
Shyla Stylez
10 november

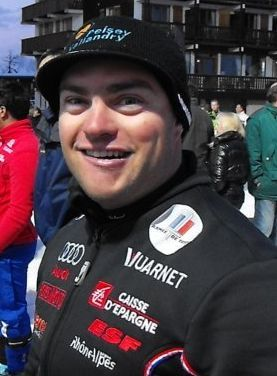
David Poisson
13 november

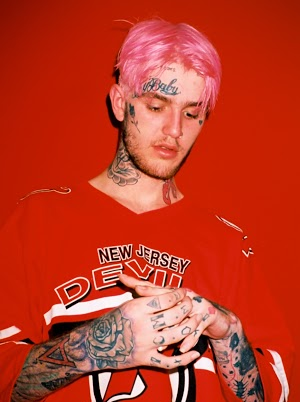
Gustav Elijah Åhr
15 november

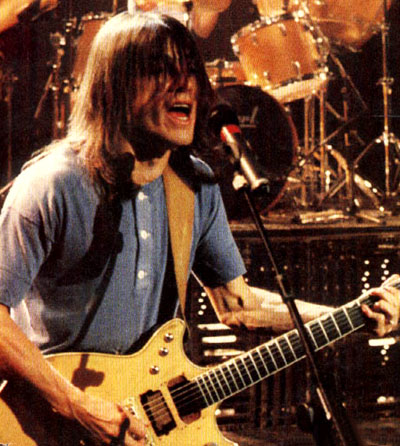
Malcolm Young
18 november

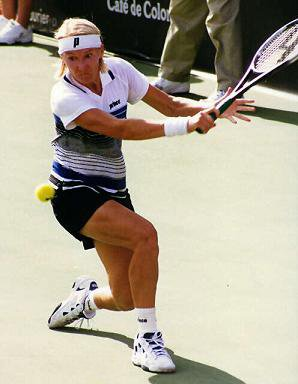
Jana Novotná
19 november

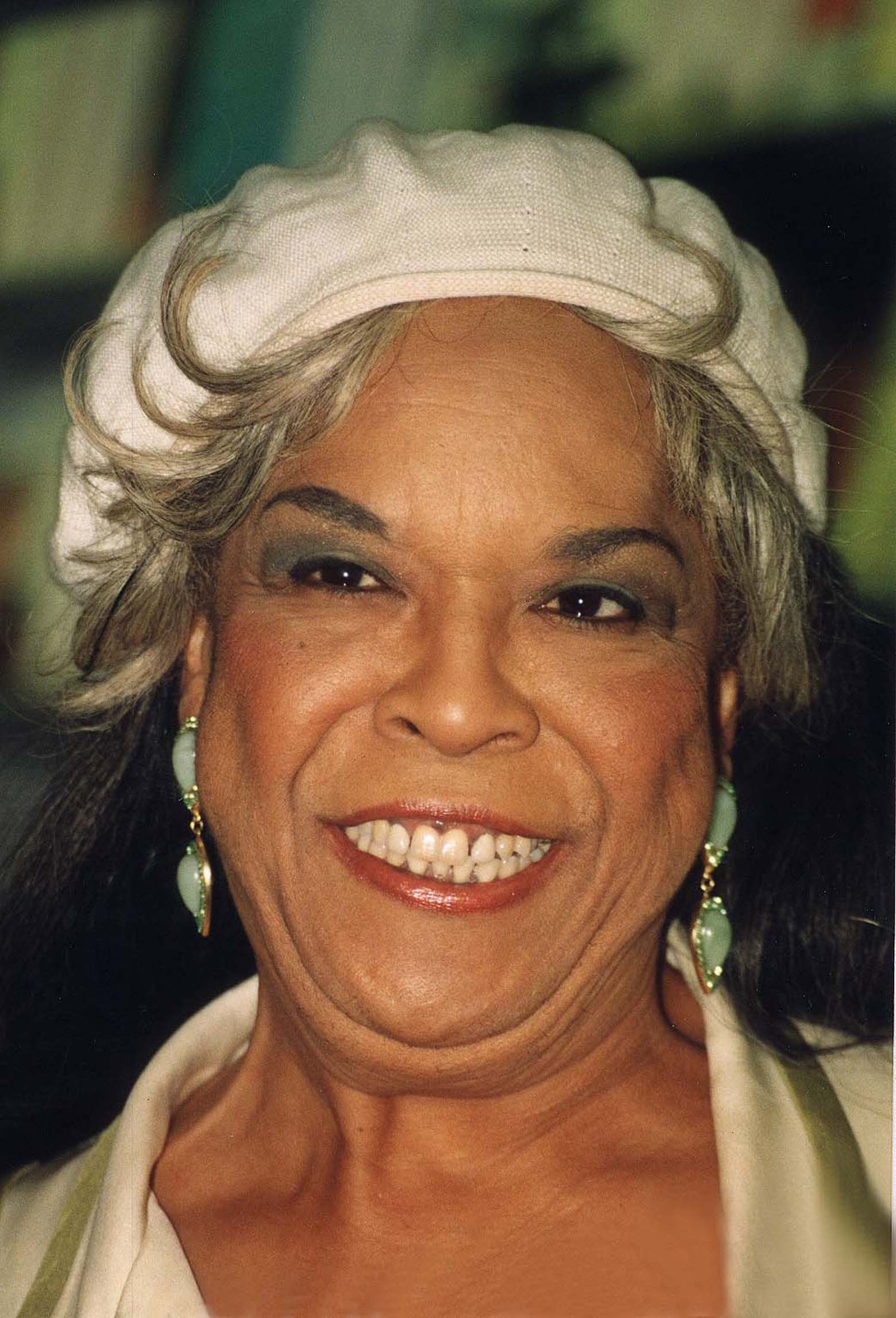
Della Reese
19 november

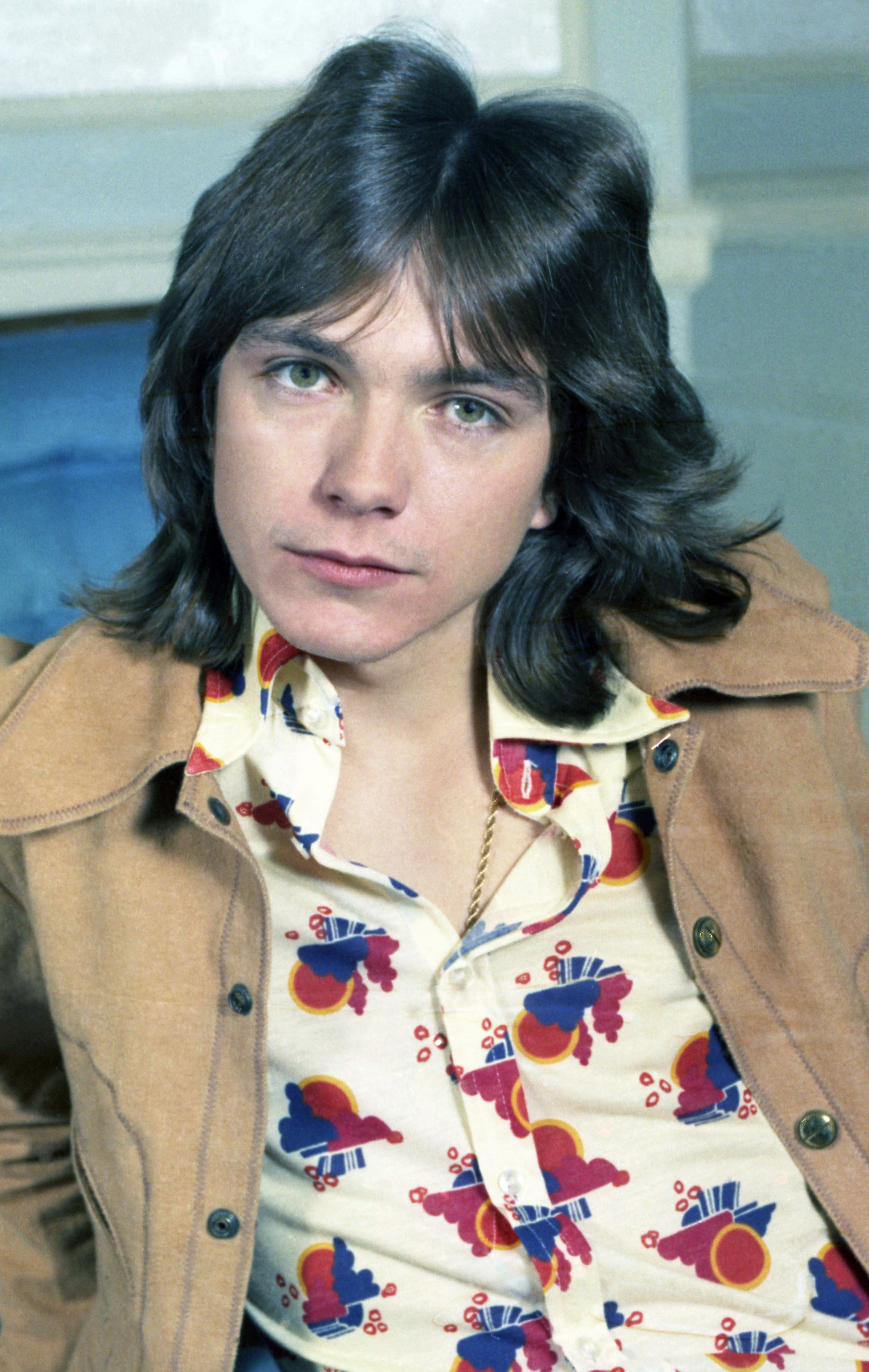
David Cassidy
21 november

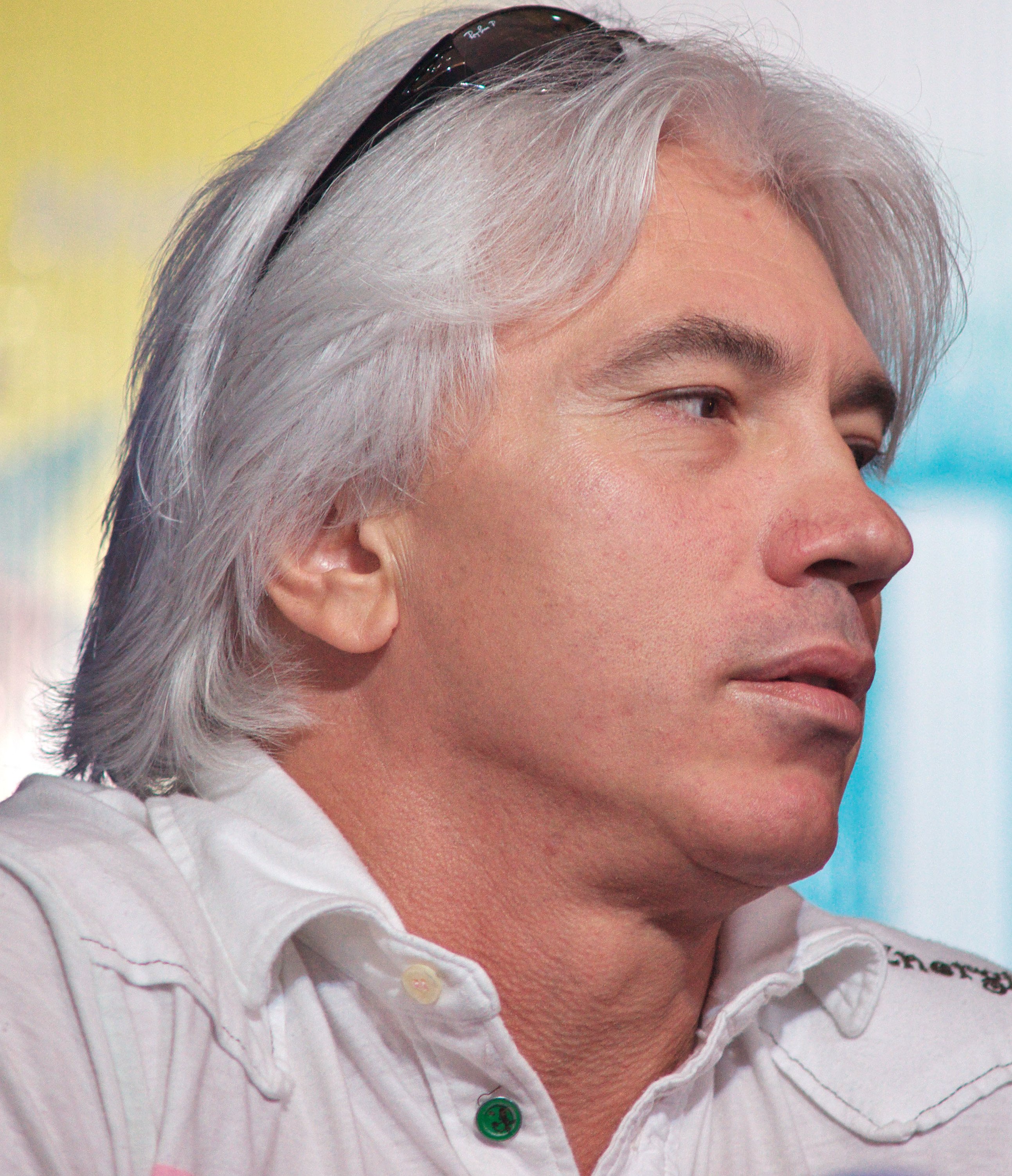
Dmitri Chvorostovski
22 november

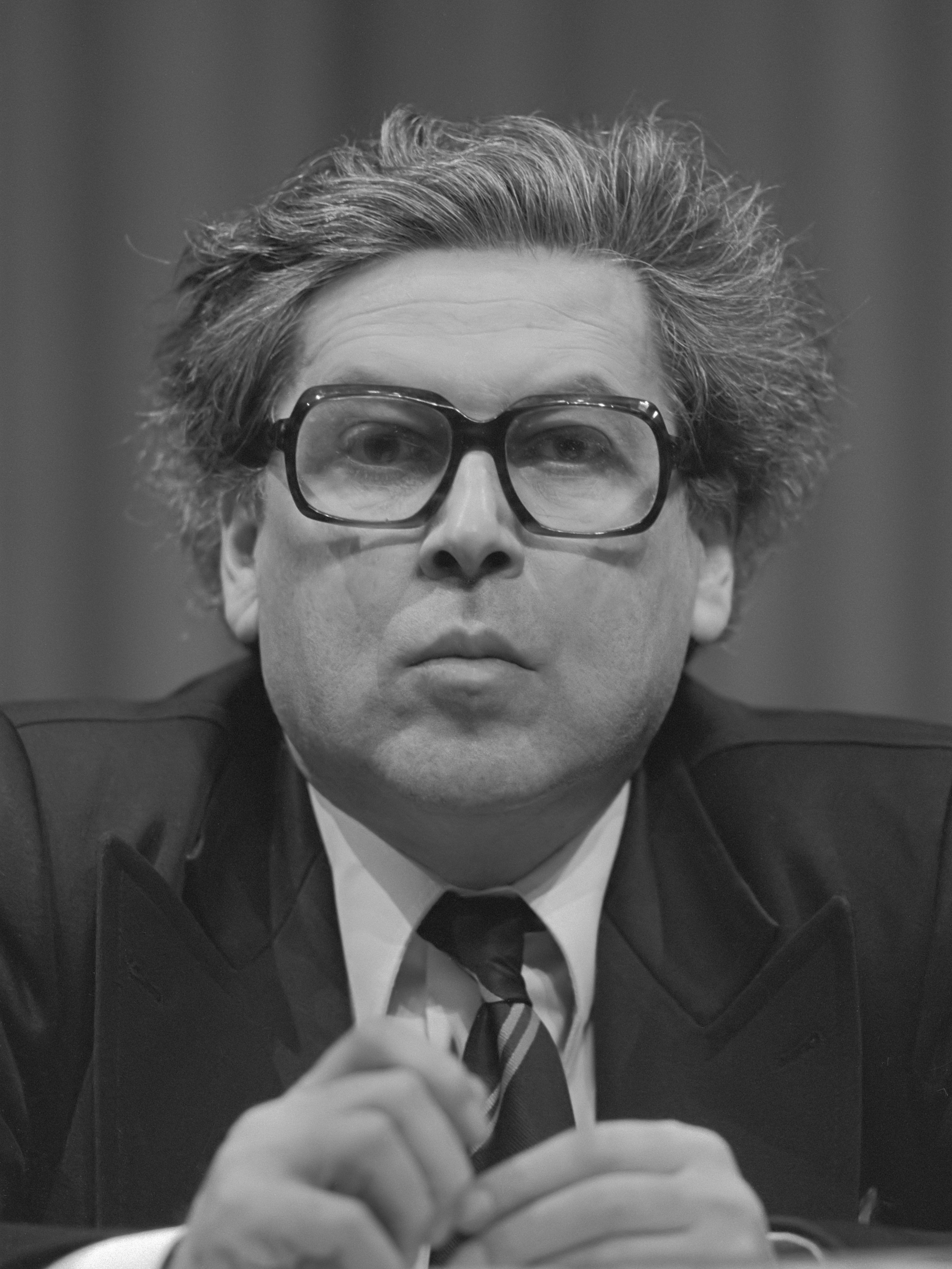
Fred van der Spek
23 november

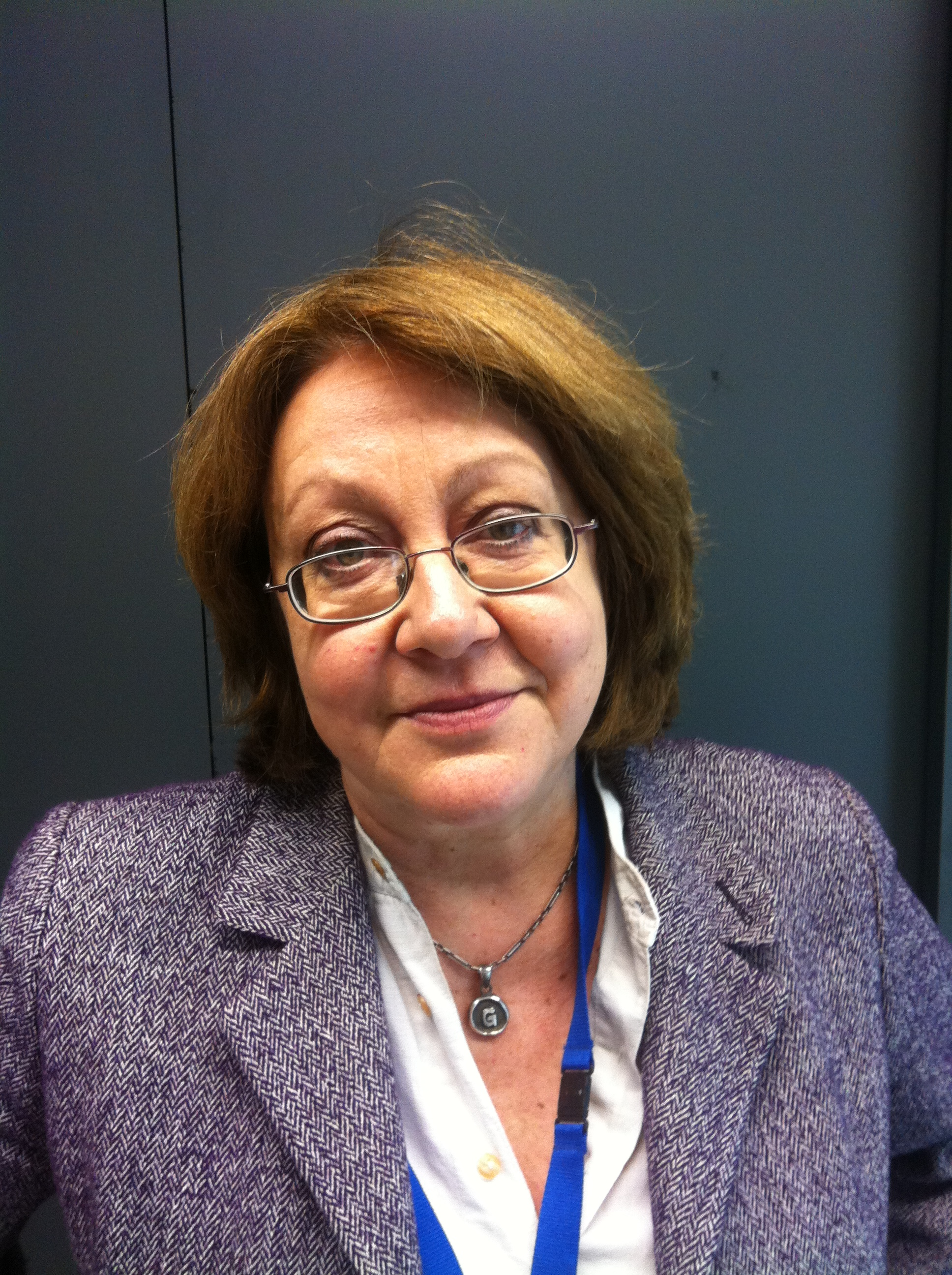
Patrícia Gabancho Ghielmetti
28 november

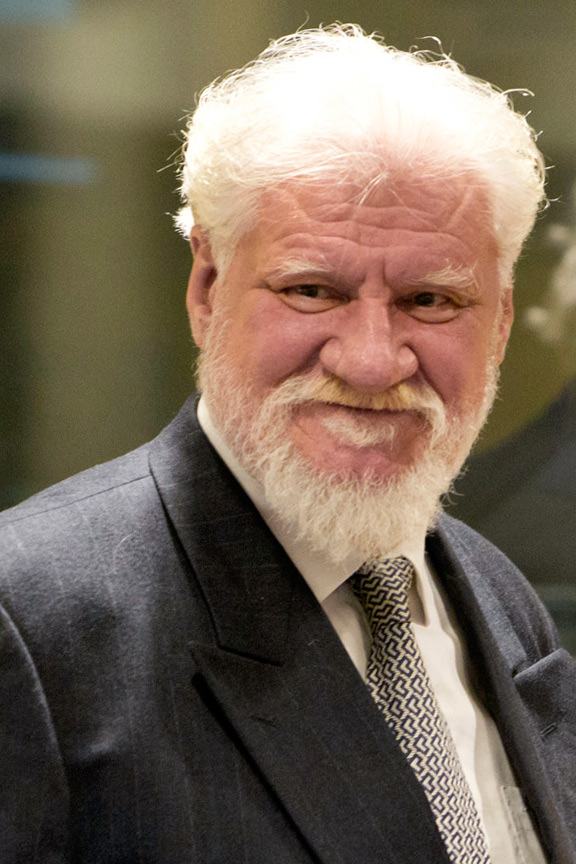
Slobodan Praljak
29 november

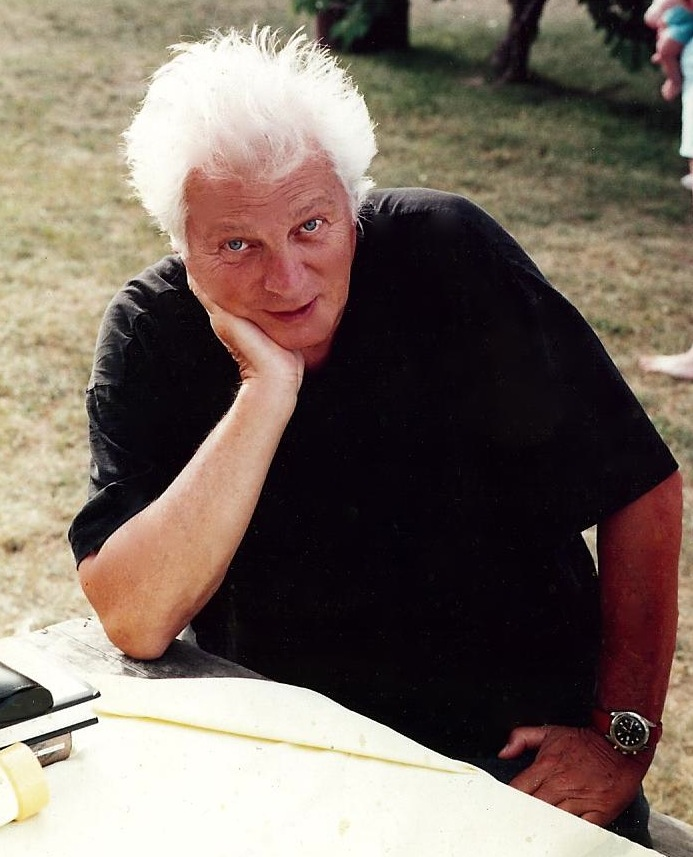
Clifford David
30 november

| 1 | 2 | 3 | 4 | 5 | 6 | 7 | 8 | 9 | 10 | 11 | 12 | 13 | 14 | 15 | 16 | 17 | 18 | 19 | 20 | 21 | 22 | 23 | 24 | 25 | 26 | 27 | 28 | 29 | 30 |
| - | - | - | - | - | - | - | - | - | -- | -- | -- | -- | -- | -- | -- | -- | -- | -- | -- | -- | -- | -- | -- | -- | -- | -- | -- | -- | -- |

### 1 november
- Brad Bufanda (34), Amerikaans acteur[1]
- Denis Dasoul (34), Belgisch voetballer[2]
- Vladimir Makanin (80), Russisch schrijver[3]
- Ernie Pieterse (79), Zuid-Afrikaans autocoureur[4]
- Roland Verlooven (79), Belgisch muziekproducent[5]

### 2 november
- María Martha Serra Lima (72), Argentijns zangeres[6]
- Aboubacar Somparé (73), Guinees politicus[7]

### 3 november
- Abdur Rahman Biswas (91), president van Bangladesh[8]
- Renzo Calegari (84), Italiaans stripauteur[9]
- Václav Riedlbauch (70), Tsjechisch componist en politicus[10]

### 4 november
- Isabel Granada (41), Filipijns actrice en zangeres[11]
- Nico van Nuland (56), Nederlands hoogleraar[12]

### 5 november
- Nancy Friday (84), Amerikaans schrijfster[13]
- Gerrit Gunnink (94), Nederlands verzetsstrijder[14]
- Robert Knight (72), Amerikaans zanger[15]
- Kees Nieuwenhuijzen (84), Nederlands grafisch ontwerper[16]
- Wim van Rooij (85), Nederlands (stem)acteur en regisseur[17]
- Steven Stoffer (86), Nederlands jurist[18]
- Dionatan Teixeira (25), Braziliaans-Slowaaks voetballer[19]

### 6 november
- Karin Dor (79), Duits actrice[20]
- Richard Gordon (88), Amerikaans astronaut[21]
- Joop M. Joosten (91), Nederlands kunsthistoricus[22]
- Rolf Loeber (75), Nederlands criminoloog[23]
- Feliciano Rivilla (81), Spaans voetballer[24]
- Andrés Sapelak (97), Argentijns bisschop[25]
- Bjarne Vanacker (20), Belgisch wielrenner[26]

### 7 november
- Wim Brussen (74), Nederlands orkestleider[27]
- Roy Halladay (40), Amerikaans honkballer[28]
- Brad Harris (84), Amerikaans acteur en stuntman[29]
- Hans-Michael Rehberg (79), Duits acteur[30]
- Hans Schäfer (90), Duits voetballer[31]
- Boelhouwer van Wouwe (78), Nederlands burgemeester[32]

### 8 november
- Antonio Carluccio (80), Italiaans kok[33]
- Pat Hutchins (75), Brits schrijfster[34]
- Josip Weber (52), Kroatisch-Belgisch voetballer[35]

### 9 november
- Fred Cole (69), Amerikaans zanger[36]
- John Hillerman (84), Amerikaans acteur[37]
- Chuck Mosley (57), Amerikaans zanger[38]
- Hans Vermeulen (70), Nederlands zanger en muzikant[39]

### 10 november
- Moniz Bandeira (81), Braziliaans schrijver en politicoloog[40]
- Willy Brill (91), Nederlands stemactrice, hoorspelregisseur en vertaalster[41]
- Willem Hundsdorfer (63), Nederlands hoogleraar[42]
- Ray Lovelock (67), Italiaans acteur[43]
- Ad van Meurs (64), Nederlands folk- en bluesmuzikant[44]
- Shyla Stylez (35), Canadees pornoactrice[45]
- Mikhail Zadornov (69), Russisch komiek en schrijver[46]

### 11 november
- Kirti Nidhi Bista (90), Nepalees politicus[47]
- Chiquito de la Calzada (85), Spaans komiek en acteur[48]
- Marcel Imsand (88), Zwitsers fotograaf[49]
- Gemze de Lappe (95), Amerikaans danseres[50]
- Paul Nieuwenhuis (80), Nederlands hoogleraar[51]
- Baard Owe (81), Noors-Deens acteur[52]
- Freddie Williams (81), Brits dartsomroeper[53]

### 12 november
- Michel Chapuis (87), Frans organist en muziekpedagoog[54]
- Bernard Panafieu (86), Frans kardinaal en aartsbisschop[55]
- Jack Ralite (89), Frans politicus[56]
- Hylke van Slooten (30), Nederlands hockeyer[57]
- Santiago Vernazza (89), Argentijns voetballer[58]
- Marcella van der Weg (54), Nederlands journalist[59]

### 13 november
- Bobby Doerr (99), Amerikaans honkballer[60]
- Miklós Holop (92), Hongaars waterpolospeler[61]
- Jeremy Hutchinson (102), Brits advocaat[62]
- Alina Janowska (94), Pools actrice[63]
- David Poisson (35), Frans skiër[64]
- Uwe Reinhardt (80), Amerikaans econoom[65]
- Jim Rivera (96), Amerikaans honkballer[66]

### 14 november
- Jack Blessing (66), Amerikaans acteur[67]
- Hans Hoekman (70), Nederlands acteur[68]
- Oscar Kardolus (60), Nederlands schermer[69]
- Hamad Ndikumana (39), Rwandees voetballer[70]
- Jean-Pierre Schmitz (85), Luxemburgs wielrenner[71]

### 15 november
- Luis Bacalov (84), Italiaans componist[72]
- Keith Barron (83), Brits acteur[73]
- Françoise Héritier (84), Frans antropoloog[74]
- Frans Krajcberg (96), Pools-Braziliaans kunstenaar[75]
- Gustav Elijah Åhr (21), Amerikaans rapper[76]
- Madelon Verstijnen (101), Nederlands verzetsstrijdster[77]

### 16 november
- Erik Meijs (26), Nederlands badmintonner[78]
- Ann Wedgeworth (83), Amerikaans actrice[79]

### 17 november
- Hedda van Gennep (88), Nederlands documentairemaakster[80]
- Joost van der Grinten (90), Nederlands architect en industrieel ontwerper[81]
- Uwe Hentschel (77), Duits-Nederlands hoogleraar[82]
- Earle Hyman (91), Amerikaans acteur[83]
- Salvatore 'Totò' Riina (87), Italiaans maffialeider[84]
- Oleksandr Salnikov (68), Sovjet-Russisch basketbalspeler[85]
- Naim Süleymanoğlu (50), Turks gewichtheffer[86]

### 18 november
- Azzedine Alaïa (77), Tunesisch-Frans modeontwerper[87]
- José Manuel Maza (66), Spaans procureur-generaal[88]
- Rob van der Mark (71), Nederlands burgemeester[89]
- Ben Peperkamp (58), Nederlands letterkundige[90]
- Friedel Rausch (77), Duits voetballer en voetbaltrainer[91]
- Gillian Rolton (61), Australisch ruiter[92]
- Pancho Segura (96), Ecuadoraans-Amerikaans tennisspeler[93]
- Malcolm Young (64), Australisch gitarist[94]
- Frans Zwartjes (90), Nederlands filmregisseur en kunstenaar[95]

### 19 november
- Peter Baldwin (86), Amerikaans regisseur[96]
- Andrea Cordero Lanza di Montezemolo (92), Italiaans kardinaal[97]
- Roger Maes (84), Belgisch voetballer[98]
- Charles Manson (83), Amerikaans sekteleider en moordenaar[99]
- Jana Novotná (49), Tsjechisch tennisster[100]
- Della Reese (86), Amerikaans zangeres en actrice[101]
- Galina Semjonova (80), Russisch journaliste en Sovjet-Russisch politica[102]
- Mel Tillis (85), Amerikaans zanger[103]
- Kenneth Verwimp (24), Belgisch paralympisch bocciaspeler[104]

### 20 november
- Janusz Wójcik (64), Pools voetbalcoach[105]

### 21 november
- Peter Berling (83), Duits acteur en schrijver[106]
- David Cassidy (67), Amerikaans zanger en gitarist[107]
- Luis Garisto (71), Uruguayaans voetballer[108]
- Valentin Huot (88), Frans wielrenner[109]
- Pol Marck (86), Belgisch politicus[110]
- Dik Wessels (71), Nederlands bouwondernemer[111]

### 22 november
- George Avakian (98), Amerikaans muziekproducent[112]
- Dmitri Chvorostovski (55), Russisch operazanger[113]
- Jon Hendricks (96), Amerikaans jazzzanger[114]
- Cees Kornelis (71), Nederlands voetballer[115]
- Stefan Radt (90), Nederlands-Duits classicus[116]

### 23 november
- Christiane Berkvens-Stevelinck (71), Nederlands theoloog en predikant[117]
- Peet Geel (87), Nederlands voetballer[118]
- Fred van der Spek (93), Nederlands politicus[119]
- Maarten van den Toorn (88), Nederlands taalwetenschapper[120]
- Jeroen Van Den Broeck (28), Belgisch voetballer[121]

### 24 november
- Dries Jans (90), Nederlands voetballer[122]
- Mitch Margo (70), Amerikaans zanger en songwriter[123]

### 25 november
- Rosario Green (76), Mexicaans politicus en diplomaat[124]
- Rance Howard (89), Amerikaans acteur[125]
- Julio Oscar Mechoso (62), Amerikaans acteur[126]
- Louis Verbeeck (84), Belgisch schrijver[127][128]

### 26 november
- Georg Iggers (90), Amerikaans-Duits historicus en mensenrechtactivist[129]
- Pieter Schriks (52), Nederlands uitgever[130]
- Fons Vergote (73), Belgisch politicus[131]

### 27 november
- Bob van den Born (90), Nederlands striptekenaar[132]
- Gerard Dekker (86), Nederlands godsdienstsocioloog[133]
- Frédéric François (85), Belgisch politicus en journalist[134]
- Bob Seidemann (75), Amerikaans fotograaf[135]
- Mehmet Ülger (55), Turks-Nederlands journalist[136]

### 28 november
- Patrícia Gabancho Ghielmetti (65), Spaans-Argentijns schrijfster en journaliste[137]
- Zdeněk Šreiner (63), Tsjecho-Slowaaks voetballer[138]
- Shadia (86), Egyptische zangeres en actrice[139]

### 29 november
- Gerrie van Delft-Jaasma (70), Nederlands burgemeester[140]
- Jerry Fodor (82), Amerikaans filosoof en cognitief wetenschapper[141]
- Slobodan Praljak (72), Kroatisch militair en oorlogsmisdadiger[142]
- William Steinkraus (92), Amerikaans ruiter[143]

### 30 november
- Alfie Curtis (87), Brits acteur[144]
- Clifford David (89), Amerikaans acteur en zanger[145]
- Colin Groves (75), Brits-Australisch bioloog[146]
- Alain Jessua (85), Frans filmregisseur, scenarioschrijver en romanschrijver[147]
- Mauro Maugeri (58), Italiaans waterpolocoach en -speler[148]
- Alfredo Milani (94), Italiaans motorcoureur[149]
- Heather North (71), Amerikaans actrice en stemactrice[150]
- Jim Nabors (87), Amerikaans acteur en zanger[151]

januari ·
februari ·
maart ·
april ·
mei ·
juni ·
juli ·
augustus ·
september ·
oktober ·
november ·
december
1900 ·
1901 ·
1902 ·
1903 ·
1904 ·
1905 ·
1906 ·
1907 ·
1908 ·
1909 ·
1910 ·
1911 ·
1912 ·
1913 ·
1914 ·
1915 ·
1916 ·
1917 ·
1918 ·
1919 ·
1920 ·
1921 ·
1922 ·
1923 ·
1924 ·
1925 ·
1926 ·
1927 ·
1928 ·
1929 ·
1930 ·
1931 ·
1932 ·
1933 ·
1934 ·
1935 ·
1936 ·
1937 ·
1938 ·
1939 ·
1940 ·
1941 ·
1942 ·
1943 ·
1944 ·
1945 ·
1946 ·
1947 ·
1948 ·
1949 ·
1950 ·
1951 ·
1952 ·
1953 ·
1954 ·
1955 ·
1956 ·
1957 ·
1958 ·
1959 ·
1960 ·
1961 ·
1962 ·
1963 ·
1964 ·
1965 ·
1966 ·
1967 ·
1968 ·
1969 ·
1970 ·
1971 ·
1972 ·
1973 ·
1974 ·
1975 ·
1976 ·
1977 ·
1978 ·
1979 ·
1980 ·
1981 ·
1982 ·
1983 ·
1984 ·
1985 ·
1986 ·
1987 ·
1988 ·
1989 ·
1990 ·
1991 ·
1992 ·
1993 ·
1994 ·
1995 ·
1996 ·
1997 ·
1998 ·
1999 ·
2000 ·
2001 ·
2002 ·
2003 ·
2004 ·
2005 ·
2006 ·
2007 ·
2008 ·
2009 ·
2010 ·
2011 ·
2012 ·
2013 ·
2014 ·
2015 ·
2016 ·
2017 ·
2018 ·
2019 ·
2020 ·
2021 ·
2022 ·
2023 ·
2024 ·
2025